# Strażnica Straży Granicznej
Strażnica Straży Granicznej – graniczna jednostka organizacyjna polskiej straży granicznej, realizująca zadania bezpośrednio w ochronie granicy państwowej.
W maju 1991, formująca się Straż Graniczna, przejęła od Wojsk Ochrony Pogranicza część strażnic WOP, a w kolejnych latach tworzyła własne. Niepotrzebne strażnice rozformowywano. Występowały one w strukturach Straży Granicznej do roku 2005.
Od 2 stycznia 2003 do nazw strażnic dodawano litery SG.

## Strażnice WOP przejęte przez Straż Graniczną
Beskidzki Oddział Straży Granicznej:
- Strażnica SG w Korbelowie
- Strażnica SG w Soblówce
- Strażnica SG w Rycerce
- Strażnica SG w Zwardoniu
- Strażnica SG w Jaworzynce
- Strażnica SG w Wiśle
- Strażnica SG w Ustroniu-Poniwcu
- Strażnica SG w Lesznej Górnej
- Strażnica SG w Cieszynie
- Strażnica SG w Pogwizdowie
- Strażnica SG w Zebrzydowicach

Lubuski Oddział Straży Granicznej
- Strażnica SG w Namyślinie
- Strażnica SG w Kostrzynie
- Strażnica SG w Górzycy
- Strażnica SG w Słubicach
- Strażnica SG w Rybocicach
- Strażnica SG w Rąpicach
- Strażnica SG w Żytowaniu
- Strażnica SG w Gubinie
- Strażnica SG w Polanowicach
- Strażnica SG w Strzegowie
- Strażnica SG w Zasiekach
- Strażnica SG w Olszynie
- Strażnica SG w Łęknicy
- Strażnica SG w Przewozie
- Strażnica SG w Sobolicach

Pomorski Oddział Straży Granicznej
- Strażnica SG w Czelinie
- Strażnica SG w Cedyni
- Strażnica SG w Chojnie
- Strażnica SG w Gryfinie
- Strażnica SG w Kamieńcu
- Strażnica SG w Barnisławiu
- Strażnica SG w Kościnie
- Strażnica SG w Nowym Warpnie
- Strażnica SG w Świnoujściu

Bałtycki Oddział Straży Granicznej
- Strażnica SG w Dźwirzynie
- Strażnica SG w Kołobrzegu
- Strażnica SG w Ustroniu Morskim
- Strażnica SG w Mielnie
- Strażnica SG w Darłowie
- Strażnica SG w Jarosławcu
- Strażnica SG w Ustce
- Strażnica SG w Smłodzińskim Lesie
- Strażnica SG w Łebie

Podlaski Oddział Straży Granicznej
- Strażnica SG w Czeremsze
- Strażnica SG w Białowieży
- Strażnica SG w Gródku
- Strażnica SG w Sokółce
- Strażnica SG w Lipsku
- Strażnica SG w Sejnach
- Strażnica SG w Rutce-Tartak

Nadbużański Oddział Straży Granicznej
- strażnica SG w Lubyczy Królewskiej
- strażnica SG w Łaszczowie
- strażnica SG w Dołhobyczach
- strażnica SG w Hrubieszowie
- strażnica SG w Dorohusku
- strażnica SG w Zbereżu
- strażnica SG w Włodawie
- strażnica SG w Sławatyczach
- strażnica SG w Terespolu
- strażnica SG w Janowie Podlaskim

Bieszczadzki Oddział Straży Granicznej
- Strażnica SG w Lubaczowie
- Strażnica SG w Korczowie
- Strażnica SG w Medyce
- Strażnica SG w Hermanowicach
- Strażnica SG w Ustrzykach Dolnych
- Strażnica SG w Lutowiskach
- Strażnica SG w Wetlinie
- Strażnica SG w Cisnej
- Strażnica SG w Łupkowie
- Strażnica SG w Komańczy
- Strażnica SG w Jaśłiskach
- Strażnica SG w Barwinku
- Strażnica SG w Ożennej

Śląski Oddział Straży Granicznej
- Strażnica SG w Godowie
- Strażnica SG w Gorzycach
- Strażnica SG w Chałupkach
- Strażnica SG w Krzanowicach
- Strażnica SG w Kietrzu
- Strażnica SG w Pilszczu
- Strażnica SG w Krasnym Polu
- Strażnica SG w Pomorzowicach
- Strażnica SG w Trzebinie
- Strażnica SG w Konradowie
- Strażnica SG w Gierałcicach